# Eurich nyugati gót király
I. Eurich, más írásmóddal Evaric vagy Erwig (440 körül – 484. december 28.) a nyugati gótok királya 466-tól haláláig. I. Theuderich egyik fia volt. Nevéhez fűződik az első germán joggyűjtemény, a "Codex Euricius", amelyet a római hivatalnokok vetettek papírra. Számos hadjáratot indított, és birodalmát a Loire-tól és a Rhône-tól egészen Hispániáig terjesztette ki. Elfoglalta Clermont-t és Auvergne városait.
Testvére, II. Theuderich meggyilkolásával jutott hatalomra Az ő uralkodása alatt jött létre a független gót állam. Uralma alatt bontották fel a vizigótok a szövetséget a Nyugatrómai Birodalommal. 468-ban pedig bevonult Hispániába is. Anthemius római császár hiába próbálta Riutimis britanniai király segítségével megállítani. Eurich elfoglalta Areverna városát, amelynek élén akkor Ecdicius, a rómaiak parancsnoka állt, majd 473-ban Arelatumot és Massiliát saját területéhez csatolta. 475-ben Julius Nepos császár elismerte a hódításokat, mivel az Észak-Itáliát fenyegető barbárok miatt szüksége volt a nyugati gótokra.Lényegében 477-re megteremtette nagybirodalmi álmát: létrehozott egy zárt gót hazát, melyet vizek határoltak és amely Gallia jelentős részét magába foglalta. Hispaniában a teljes északi rész, Hispania Tarraconensis provincia az Ebro folyónál a gótok kezére kerül.
Eurich kiadott egy törvénykönyvet is, melyben a gót és a római alattvalók viszonyát szabályozta (475 körül – elsőként a germán uralkodók közül). A régi római adminisztrációs és pénzügyi szervezetet megtartotta, és az általa kinevezett duxok és comesek irányítása alá helyezte. Uralkodása alatt érte a fénykorát a nyugati gót királyság. toulouse-i (Tolosa) udvara nemzetközileg is tekintélyes volt.
Eurich is ariánus keresztény volt. Az arianizmust a gótok függetlenségével azonosította, a katolicizmust pedig a Római Birodalom uralmával. Bár nem üldözte a katolikusokat, de ha megürült egy püspöki szék, azt nem töltötte be.